# Хусари
Хуса́ри (от унгарски: húsz – 20, и ар – заплата; по друга версия от думата „корсари“) са леко въоръжени конници в периода 15 – 20 век.
Отличават се с характерната си униформа: кивер (висока цилиндрична шапка с козирка), ментик (къса наметка), доломан (къс мундир), рейтузи (панталони за езда), ботуши. Всички хусари си бръснели брадите и имали мустаци. През XV – XVII век носели леки доспехи.
В колективната памет (не толкова в България, където хусари почти не е имало, колкото в Унгария, Русия и други страни) е съхранен образът на хусаря като любител на „слабия пол“ (секс по хусарски, поручик Ржевский), виното (пие шампанско по хусарски – тоест от гърлото на бутилката) и игрите на карти. Сред хусарите дуелите били нещо обикновено.
Афоризъм на Козма Прутков гласи: „Ако искаш да си красив, стани хусар“.
Изразът „хусарска болест“ е евфемизъм на руски за венерическа болест.
В Беларус, Литва, Полша и Украйна хусарите се асоциират с шляхтата.

## Измислени хусари
- поручик Ржевски
- бригадир Жерар, герой на поредица произведения на Конан Дойл
- Козма Прутков – две години бил в хусарски полк
- граф Алексей Буланов, персонаж на романа „Дванадесетте стола“ на Иля Илф и Евгений Петров.